# System pucharowy

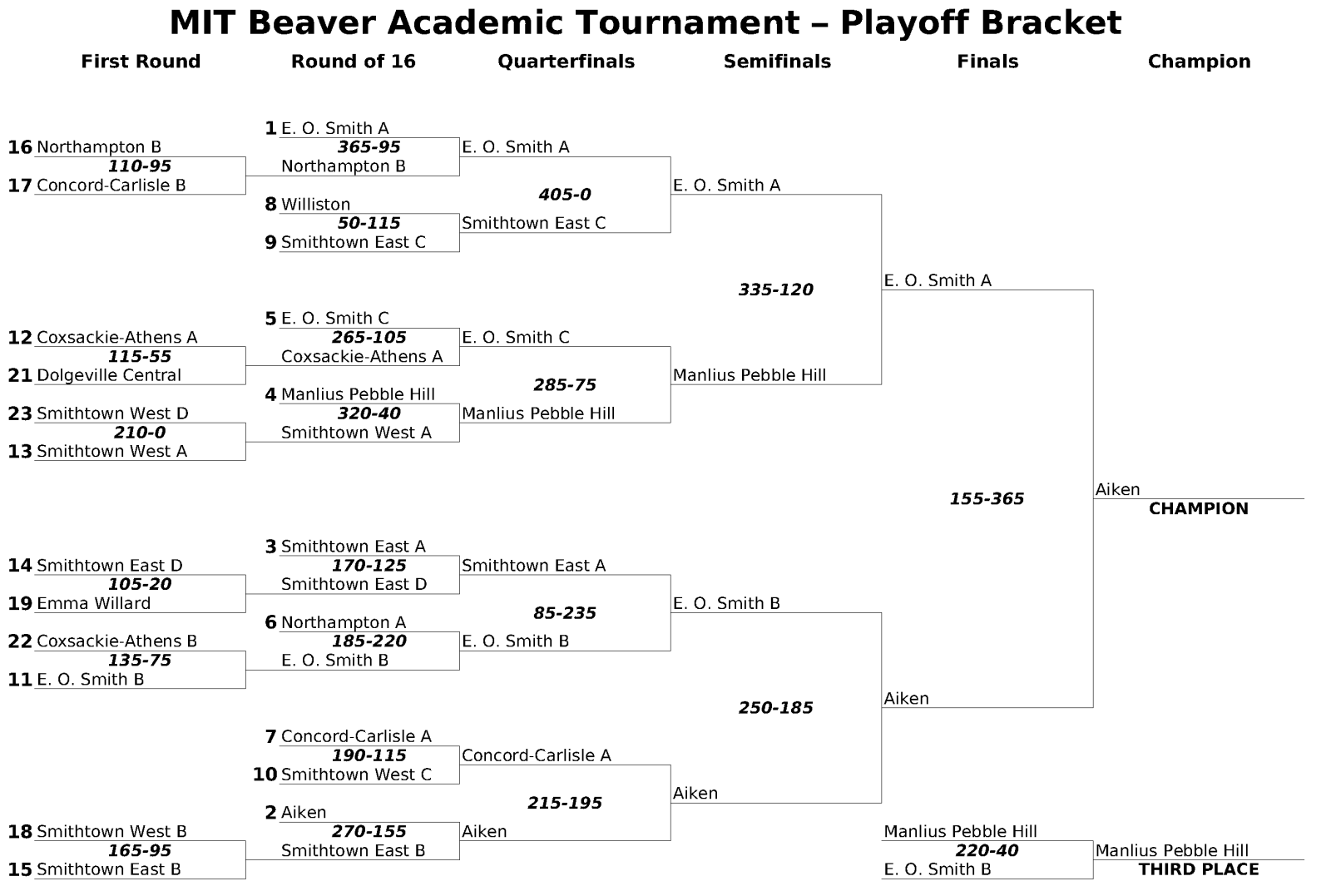
Przykład rozgrywek przeprowadzonych systemem pucharowym, z udziałem zawodników rozstawionych.

System pucharowy (rozgrywki pucharowe) – sposób rozgrywania zawodów sportowych w dyscyplinach, w których rywalizacja polega na bezpośrednich pojedynkach między uczestnikami. Uczestnicy rozgrywają mecze (gry) pomiędzy sobą, po których zwycięzca kwalifikuje się do dalszych gier, pokonany odpada z rywalizacji. Ten sposób prowadzenia zmagań nazywany jest również systemem knock-out.
Zasadniczo system pucharowy stosuje się w rozgrywkach, których liczba uczestników jest potęgą liczby 2, tj.: 4, 8, 16, 32, 64 i 128. W innych przypadkach najczęściej „wirtualnie” uzupełnia się listę uczestników do potęgi liczby 2, skutkiem czego część uczestników w pierwszej rundzie ma wirtualnego przeciwnika, czyli tzw. wolny los i bez gry przechodzi do następnej fazy rozgrywek. W systemie pucharowym liczba wszystkich gier (G) jest mniejsza od liczby uczestników (N):
{\displaystyle G=N-1.}
Zaletą systemu pucharowego jest mniejsza liczba koniecznych do rozegrania pojedynków niż w systemie kołowym, a jego zasadniczą wadę stanowi istotny wpływ czynnika losowego – końcowy rezultat w znacznej mierze zależy od zestawienia par w kolejnych rundach. Przykładowo, może zdarzyć się, że uczestnik, który pokonałby wszystkich innych poza jednym, odpadnie w pierwszej rundzie, trafiając w tej fazie właśnie na niego. W celu zmniejszenia czynnika losowego bardzo często stosuje się tzw. rozstawienia, poprzez taki dobór przeciwników w kolejnych rundach, by teoretycznie najsilniejsi spotkali się jak najpóźniej. W wielu dyscyplinach prowadzi się oficjalne listy rankingowe, na podstawie których dokonuje się rozstawień w zawodach rozgrywanych systemem pucharowym.
Inną niedogodnością systemu pucharowego jest fakt, że uczestnicy zawodów rozgrywają różną liczbę pojedynków. Przy 64 uczestnikach połowa z nich rozegra tylko jedną grę, zaś dwóch z nich odbędzie aż sześć pojedynków. Poza tym, czysty system pucharowy nie ustala ścisłej kolejności uczestników: poza pierwszym i drugim miejscem wyłania dwóch, którzy zajęli trzecie miejsce, czterech, którzy zajęli piąte miejsce itd. Z tego powodu uzupełnia się czasami system pucharowy o dodatkowe gry mające ustalić dalszą kolejność poza czołową dwójką. Jeśli system pucharowy uzupełni się taką liczbą gier dodatkowych, by wszyscy uczestnicy rozegrali jednakową liczbę gier, będzie on w założeniach zbliżony do systemu szwajcarskiego, jednak z odmiennym algorytmem ustalania końcowej kolejności.
Przykładem czystego systemu pucharowego z rozstawieniami są turnieje tenisowe lub snookerowe. System pucharowy z dodatkowymi grami ustalającymi dalszą kolejność stosuje się np. w mistrzostwach świata w niektórych grach zespołowych. W mistrzostwach świata w piłce nożnej fazę finałową (od 1/8 finału) po rundzie grupowej rozgrywa się systemem pucharowym, z jednym dodatkowym meczem o trzecie miejsce, natomiast w piłkarskich mistrzostwach Europy nie rozgrywa się meczu o trzecie miejsce.